# Leptotrichella linearifolia
Leptotrichella linearifolia là một loài Rêu trong họ Dicranaceae. Loài này được (Broth.) Ochyra mô tả khoa học đầu tiên năm 1997.